# Strusshamn
Strusshamn is een plaats op het eiland Askøy, in de provincie Vestland in het westen van Noorwegen. Het dorp ligt aan de zuidkust van het hoofdeiland. Het dorp was lange tijd de zetel van het gemeentebestuur totdat in 1956 het gemeentehuis afbrandde en er een nieuw gemeentehuis werd gebouwd in de huidige hoofdplaats Kleppestø. Het dorp en de directe omgeving telt ruim 3600 inwoners (2016).

## Kerk

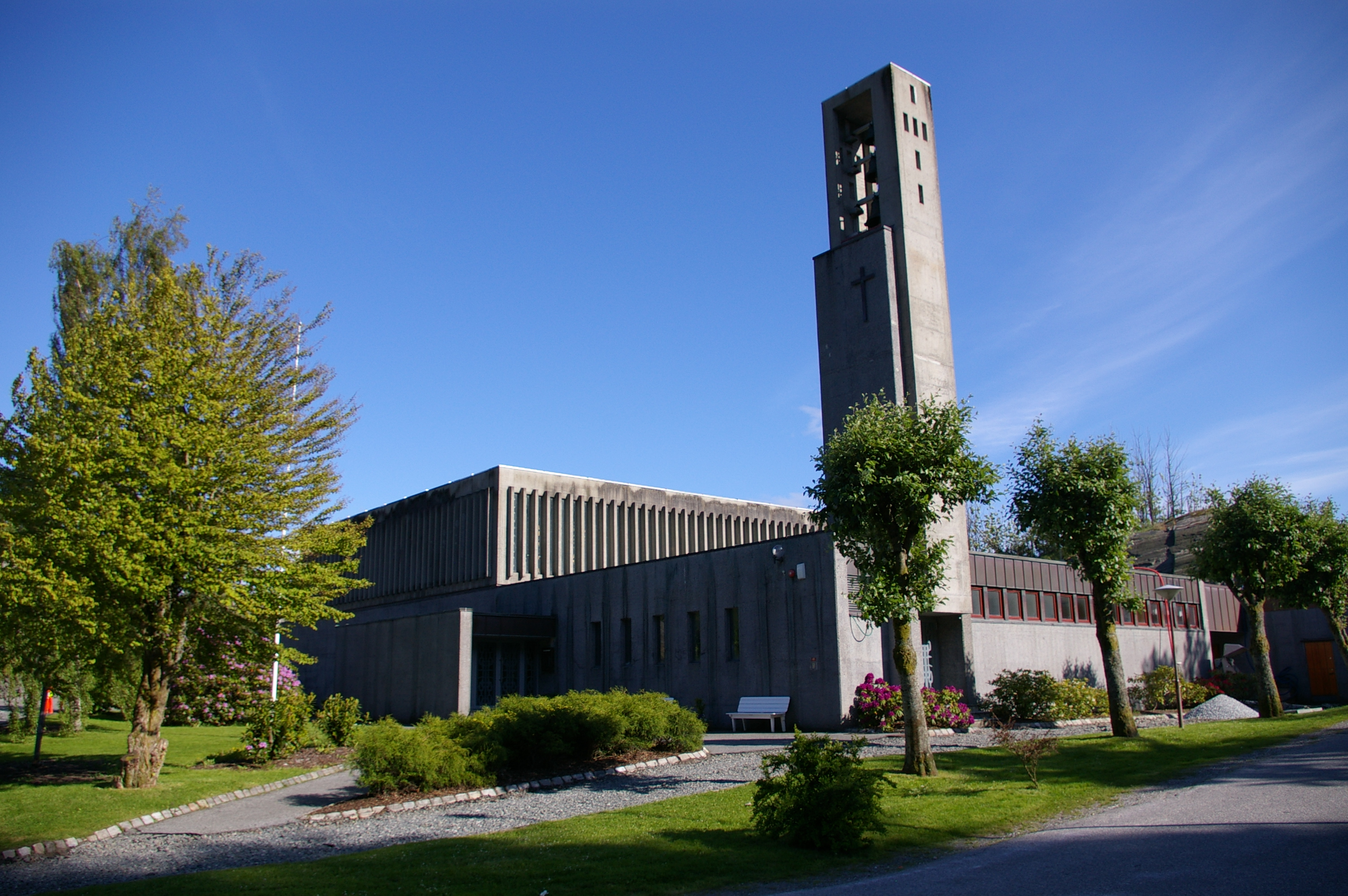

Het dorp heeft een modern kerkgebouw. Het werd in twee delen gebouwd. Het oudste deel van het betonnen gebouw stamt uit 1969. In 2009 werd het fors uitgebreid. De eerste kerk in Strusshamn werd gebouwd in 1741. Nadat deze kerk in 1861 was afgebrand werd een nieuwe kerk gebouwd die in 1864 in gebruik werd genomen. Na ruim 100 jaar brandde ook deze kerk af.